# Rapace (téléfilm)
Pour les articles homonymes, voir Rapace (homonymie).
Pour plus de détails, voir Fiche technique et Distribution.
Rapace est un téléfilm français réalisé par Claire Devers, diffusé le 12 octobre 2012 sur Arte.

## Synopsis
Les tribulations d'un trader sans foi ni loi dans La City de Londres.

## Technique
- Réalisation : Claire Devers
- Scénario : Olivier Lorelle
- Musique : Grégoire Hetzel
- Production : Image et Compagnie, ARTE F, TV5 Monde, Nicole Collet
- Durée : 90 minutes

## Distribution
- Grégory Gadebois : Georges Fall
- Julie-Marie Parmentier : Janis
- Joe Sheridan : Lord Norman
- Natasha Cashman: Lady Norman
- Benjamin Jungers : Chérubin
- Georgia Scalliet : Sharima
- Asil Rais : Chandrashekhar
- Cyril Couton : Henry
- Guillaume Marquet : Richard
- Oudesh Rughooputh